# Francine Houben
Francine Houben (Sittard, 2 juli 1955) is een Nederlands architecte en kernlid van de Sociaal Creatieve Raad.

## Leven en werk
Francine Houben werd geboren in het Zuid-Limburgse Sittard, maar groeide op in Heerlen, Den Haag en Groningen. Ze studeerde bouwkunde aan de TU Delft. In 1981 won ze, samen met twee medestudenten, een prijsvraag over jongerenhuisvesting in Rotterdam.
Houben is architect-directeur en een van de oprichters van Mecanoo architecten in Delft. Ze behoort tot de Nederlandse architectuurlichting Superdutch. Bekende ontwerpen van haar hand zijn: de Bibliotheek van de TU Delft (1997), de woontoren Montevideo in Rotterdam (2005), kantoorgebouw FiftyTwoDegrees in Nijmegen (2007), de Stavros Niarchos Foundation Library in New York (2014), een vergaderpaviljoen bij Château St. Gerlach in Valkenburg-Houthem (2016), het nieuwe Stadskantoor van Heerlen, de Europese Investeringsbank in Luxemburg en het National Center for the Arts in Kaohsiung, Taiwan (2018). Een groot project anno 2021 is de circulaire verbouwing van De Nederlandsche Bank in Amsterdam, waarbij onder andere een kantoortoren wordt gesloopt en de resten per elektrische boot worden afgevoerd om te worden hergebruikt voor de bouw van huizen voor demente ouderen. In juni van hetzelfde jaar heropende de verbouwde New York Public Library, na een renovatie van Mecanoo.
Houben geeft verder lezingen over de hele wereld en heeft zitting in jury's van prestigieuze competities. Tot mei 2012 was zij columnist van het Financieele Dagblad. Houben was curator van de Eerste Internationale Architectuur Biënnale Rotterdam en was lid van de International Design Committee London. Ze heeft zitting in de Klankbord-groep Ruimtelijke Kwaliteit Rotterdam en maakt deel uit van het bestuur van het International Film Festival Rotterdam. Ze kreeg honorary fellowships van de Royal Institute of British Architects (RIBA), American Institute of Architects (AIA) en Royal Architecture Institute of Canada. Ze heeft eredoctoraten van de Universiteit van Bergen en de Universiteit Utrecht (2016).
In 2008 kreeg Houben de Prix Veuve Clicquot voor Business Woman of the Year Award (Zakenvrouw van het jaar) voor de professionele organisatie van haar bedrijf. In 2010 werd ze benoemd als lid van de Akademie der Künste in Berlijn, afdeling Architectuur. Eind 2011 verscheen Houbens boek Dutch Mountains, een reportage over acht Mecanoo-projecten uit vijf verschillende landen en over haar leven in de internationale architectuur. In 2014 werd Houben benoemd tot lid van de Akademie van Kunsten. In december 2015 ontving zij de Prins Bernhard Cultuurfonds Prijs 2015.
Francine Houben is gehuwd met de organisatieadviseur Hans Andersson. Ze heeft drie kinderen uit een eerder huwelijk met Erick van Egeraat. Het echtpaar woont in het Noord-Brabantse Herpt.

## Publicaties
- 2015: Houben, F., People Place Purpose, London, 2015
- 2011: Houben, F., Tromp, J., Cock, H., Dutch Mountains, Wezep 2011
- 2008: Brouwer, R., Betsky, A, Houben, F. Mecanoo, Francine Houben, Masters of Architecture Series, Mulgrave, Victoria, Australia 2008
- 2007: Valle, P., Mecanoo: Experimental Pragmatism, Skira International Corporation, Milan, Italy
- 2004: Houben, F., Mgr. A.H. van Luyn S.D.B., Adrichem, J. van, Rooy, M. van, En het eeuwige licht verlichte haar, Kapel Heilige Maria der Engelen, Rotterdam 2004
- 2003: Houben, F., L. M. Calabrese (ed.), Mobility, A Room with a View, Rotterdam 2003
- 2003: Bilò, F., Mecanoo, Rome 2003
- 2003: Mecanoo architecten, 'Holland Avenue, Research Road Atlas; Holland Avenue, Design Road Atlas, Ministry for Transport, Public Works and Water Management, The Hague 2003
- 2002: Mecanoo architecten, TU Delft Vastgoed, ING Vastgoed, TU Delft Masterplan, DUP Satellite, Delft 2002
- 2001: Houben, F., Composition, Contrast, Complexity, NAi Publishers, Rotterdam 2001 / Birkhaüser, Basel, Boston, Berlin 2001
- 2000: Houben, F., Maliebaan, een huis om in te werken, Andersson Elffers Felix, Utrecht/ Mecanoo architecten, Delft 2000
- 1999: Houben, F., 'Ingenieurskunst en mobiliteitsesthetiek', in: Architectuur en de openbare ruimte, de dynamische delta 2, Ministry for Transport, Public Works and Water Management/ Mecanoo architecten, The Hague 1999
- 1998: Houben, F., Vollaard, P., Waaijers, L., Mecanoo architecten, Bibliotheek Technische Universiteit Delft, Rotterdam 1998
- 1994: Rood, L., Prat, N.T., Mecanoo architekten, Madrid 1994
- 1987: Cusveller, R. (ed.), Mecanoo, vijfentwintig werken, Rotterdam 1987